# Mariana Vieira da Silva
Pour les articles homonymes, voir Vieira da Silva, Vieira et Silva.
Mariana Vieira da Silva, née le 8 mai 1978 à Lisbonne, est une femme politique portugaise, ministre de la Présidence de 2019 à 2024.

## Carrière
Elle est la fille de José Vieira da Silva, ministre du Travail, de la Solidarité et de la Sécurité sociale de 2015 à 2019.
Le 18 février 2019, elle est nommée ministre de la Présidence et de la Modernisation administrative par le Premier ministre António Costa, en remplacement de Maria Manuela Marques Leitão. Elle est reconduite en octobre de la même année, mais perd ses compétences liées à la modernisation administrative.
Elle a participé à des compétitions à niveau professionnel avec l'équipe Sporting en tant que nageuse.